# Abigail Child
Abigail Child (1948) è una poetessa, sceneggiatrice e regista statunitense.

## Filmografia
- Mayhem (1987)
- B/Side (1997)
- The Future Is Behind You (2004)
- On the Downlow (2007)
- Fucking Different New York (2007)

## Pubblicazioni
- From Solids, Roof Books, 1983
- A Motive for Mayhem, Potes & Poets, 1989
- Mob, O Books, 1994
- Scatter Matrix, Roof Books, 1996
- Artificial Memor, Belladonna Press, 2001
- This is Called Moving: A Critical Poetics of Film, University of Alabama Press, 2005